# Anki Dahlin (ämbetsman)
Anki Ann Christin Dahlin, född den 29 mars 1949, är en svensk ämbetsman.
Anki Dahlin var 1999–2009 avdelningschef på Svenska Institutet och 2009–2010 chef för Statens biografbyrå. I och med byråns upphörande blev Dahlin chef för den nyinrättade myndigheten Statens medieråd i Stockholm fram till maj 2012.